# Párnakönyv
A Párnakönyv (Makura no szósi) Szei Sónagon japán udvarhölgy naplója a 990-es évekből és az 1000-es évek elejéről. Költőisége irodalmi jelentőségűvé teszi ezt az egyik legrégebbről fennmaradt, prózában írott japán művet.

## Listák
Szei Sónagon naplójában szabályos listákat vezet arról, hogy mit tart kellemesnek vagy kellemetlennek, csípős nyelvű leírásait udvarhölgytársairól, érdekes udvari eseményekről is listák formájába önti.

## A Párnakönyvben használatos írásjegyekről

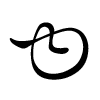
Egy hiragana írásjegy

Szei Sónagon a versekhez és levelezéshez használt hiragana írásjegyekkel írta naplóját. A hiragana a kínaiaktól átvett kandzsi írásjegyekből egyszerűsödött le. „Kurzív” ecsetvonású hiraganával írták a harmincegy szótagos (5–7–5–7–7) szerelmes verseket, a vakákat is a kor császári udvarában. A hiragana használatát férfiatlannak tekintették, a kandzsik használatát viszont nőietlennek.

## Magyarul
- Párnakönyv; ford. Philipp Berta; in: Párnakönyv. Japán irodalmi naplók a X-Xl. századból; Európa, Bp., 1966

## Érdekesség
A Párnakönyv ihlette Peter Greenaway 1996-os filmjét is

## Külső hivatkozások
- A Párnakönyv angol nyelven
- Egy udvarhölgy listái: a Párnakönyv szerzőjének portréja (angol nyelven)
- Párnakönyv: Japán irodalmi naplók a X–XI. századból, Európa Könyvkiadó, Budapest, 1966. A Párnakönyv-szemelvényeket Philipp Berta fordította